# Teslin toranj
Teslin toranj ili Wardenclyffov toranj (engleski Wardenclyffe Tower) na Long Islandu, bio je nedovršeni drveni radio odašiljač i pokusni toranj kojeg je 1901. godine počeo graditi Nikola Tesla. Nalazio se u blizini Shorehama na sjevernoj obali Long Islanda u Sjedinjenim Američkim Državama. Dosegnuo je visinu od 57 metara.

## Povijest
Oko 1898. godine Tesla je započeo s planiranjem gradnje tornja. Godine 1901. je izgrađen po nacrtima arhitekta Stanforda Whitea. Glavni financijer projekta bio je J. P. Morgan. Tesla je projekt predstavio J.P. Morganu kao radio odašiljač za transatlantski prijenos. Trebao je biti izravni konkurent sustavu Guglielma Marconija. 1902. godine je otvorio novi laboratorij koji se nalazio pokraj tornja, ali koji također nikada nije u potpunosti dovršen.
Za razliku Marconijevog odašiljača s izlazom snagom od 18 kW, kojim je Marconi uspio uspostaviti prvu bežičnu komunikaciju preko Atlantika, Teslin toranj je imao projektiran izlaz od 300 kW u obliku alternatora tvrtke Westinghouse Electric. Teslin Wardenclyffe toranj bio je u odnosu na Marconijeve objekte ogroman, skup i kompliciran.
U prosincu 1901. Marconi uspješno je telegrafski prenio slovo S iz Engleske u Newfoundland pobijedivši Teslu u toj utrci. Mjesec dana nakon Marconinog uspjeha Tesla je pokušao dobiti od Morgana potporu za još veći plan za prijenos poruka i kontroliranjem "vibracijama širom svijeta". Ulagači s Wall Streetu radje su ulagali dalje u Marconijev sustav, a dio tiska počeo se okrenuti protiv Teslinog projekta, tvrdeći da je to prijevara.
Tesla je svoj projekt financijerima JP Morgana prodao kao snažni radio odašiljač, a vjerovao je kako bi mogao uz pomoć ove građevine bežično prenositi električnu energiju. Kad je J. P. Morgan bio obaviješten, u rujnu 1902. godine o Teslinim stvarnim namjerama povukao se nakon ulaganja od 150.000 Američkih dolara iz projekta. U sljedećim godinama Tesla ga je pokušao uvjeriti u daljnje ulaganje ali je iz ureda J. P. Morgana u New Yorku, u proljeće 1904. godine, izbačen. J. P. Morgan nakon toga završio je suradnju s Teslom.
Toranj je ostao nedovršen. Kupola u obliku gljive nikada nije bila opremljena bakrenim pločama. Isto tako proširenja ispod tornja ostala su nedovršena. Godine 1905. Teslini financijski problemi postaju sve teži: Više nije u stanju platiti radnike i dobavljače ugljena. Tijekom sljedećih godina postrojenje je počelo propadati.
Godine 1915. Tesla je morao prodati nedovršeno i tada već ruševno postrojenje hotelskom operateru George C. Boldtu zbog neisplaćenih hotelskih računa. Tada je Tesla trajno živio na kredit u luksuznom hotelu Waldorf-Astoria. Porezni dug od 1909. godine i neplaćeni porez na zemljište dovelo je 1916. godine do javne rasprave, tijekom koje je Teslina neizvjesna financijska situacija postala javno poznata i s kojom je konačno izgubljen projekt tornja.
Dugovi tada su narasli na 20.000 dolara ($ 478.200 u današnjoj vrijednosti)
Dana 4. lipnja 1917. godine vlasnik hotela Waldorf-Astoria prodao je Teslinu imovinu tvrtki Smiley Steel Company, koja je 15. srpnja 1917. godine srušila i reciklirala preostale dijelove objekta po materijalnoj cijeni. Toranj je srušen u rujnu iste godine dinamitom. Sirovine su prodane za 1.750 Dolara.

## Vanjske poveznice
- (engl.) PBS Tower of Dreams the wireless global communications]
- (engl.) Tesla Science Center at Wardenclyffe